# Schloss Březnice

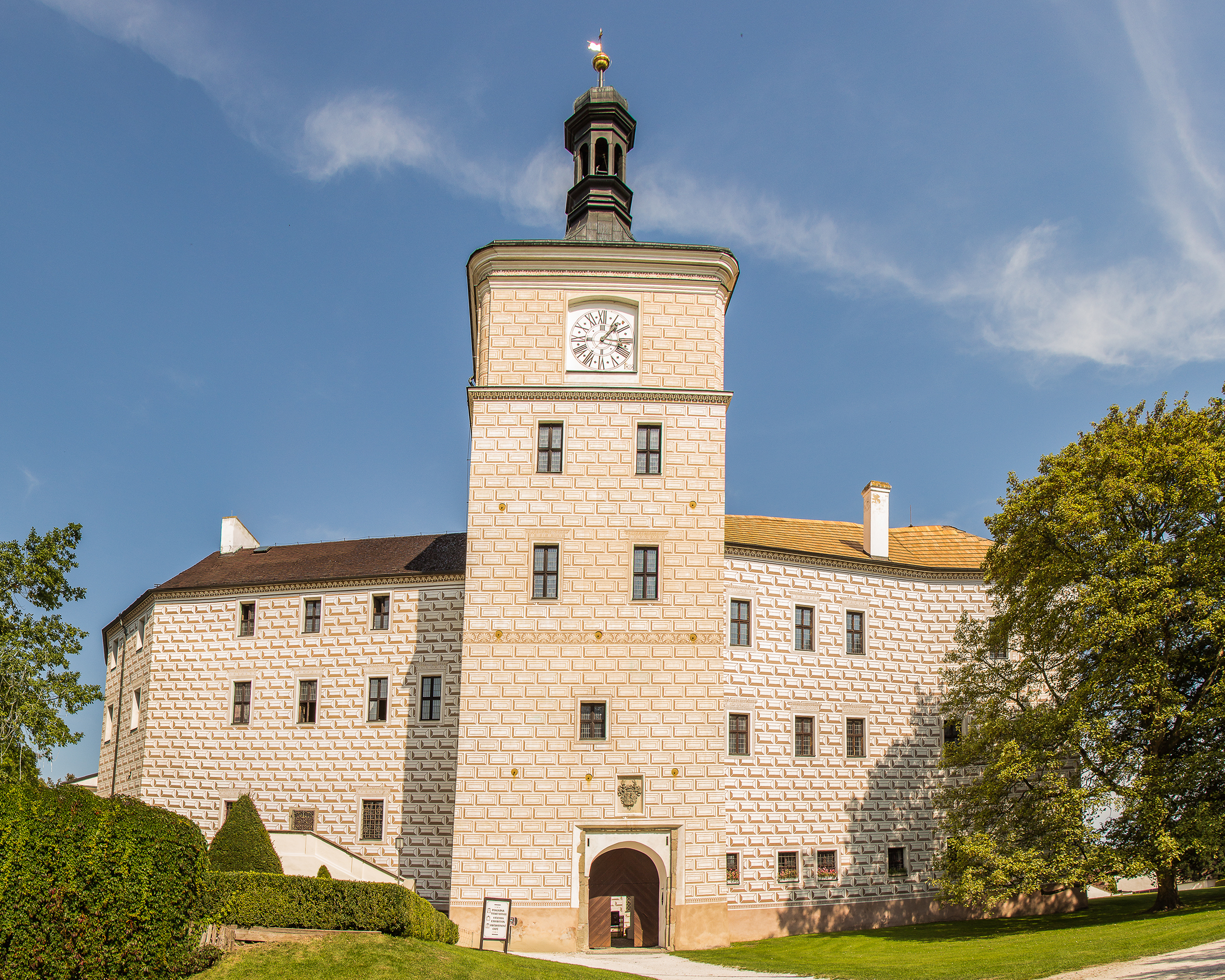
Schloss Březnice

Schloss Březnice befindet sich in Březnice (deutsch: Bresnitz) in der mittelböhmischen Region, Tschechien.

## Geschichte

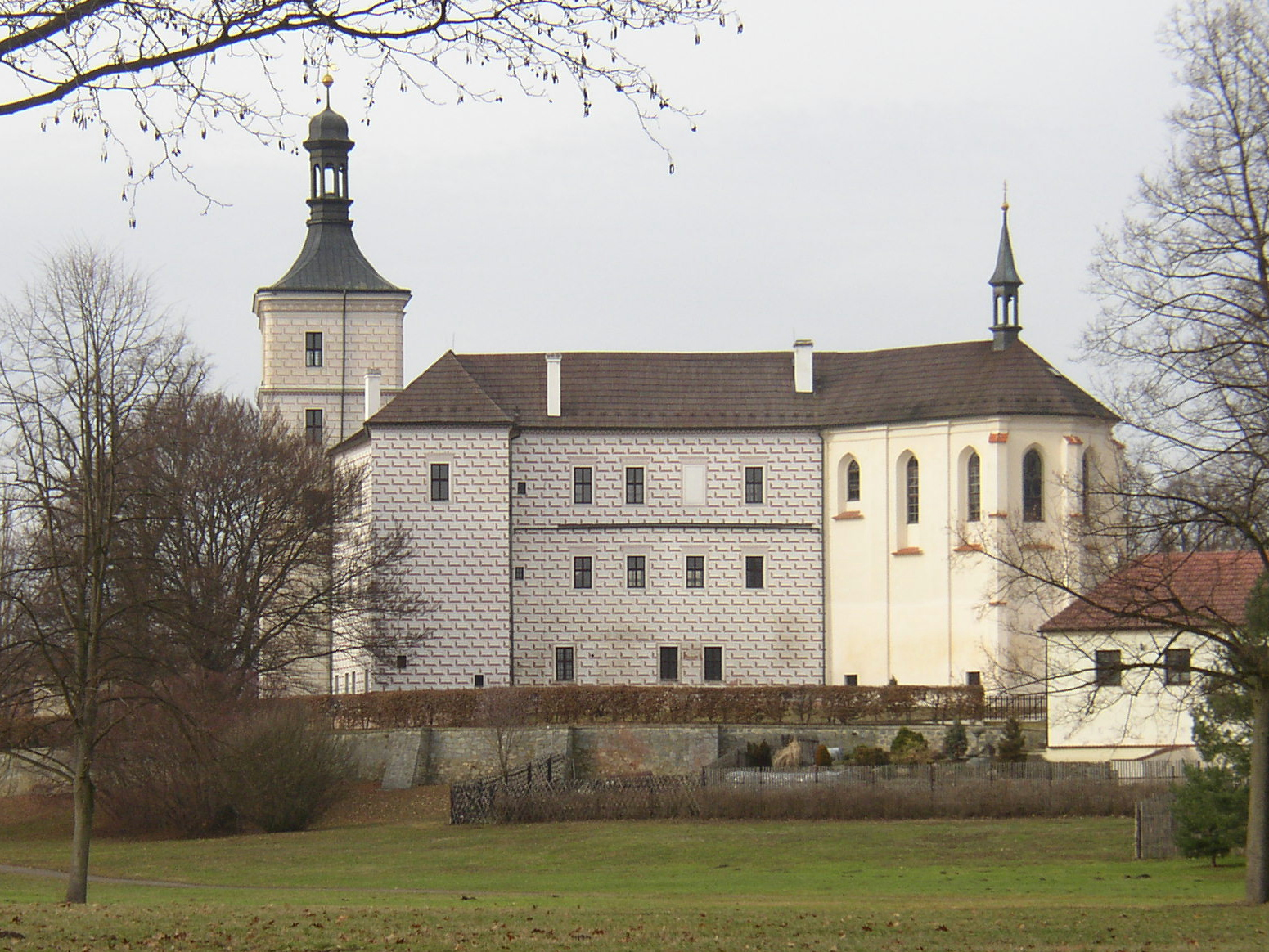
Schloss Březnice

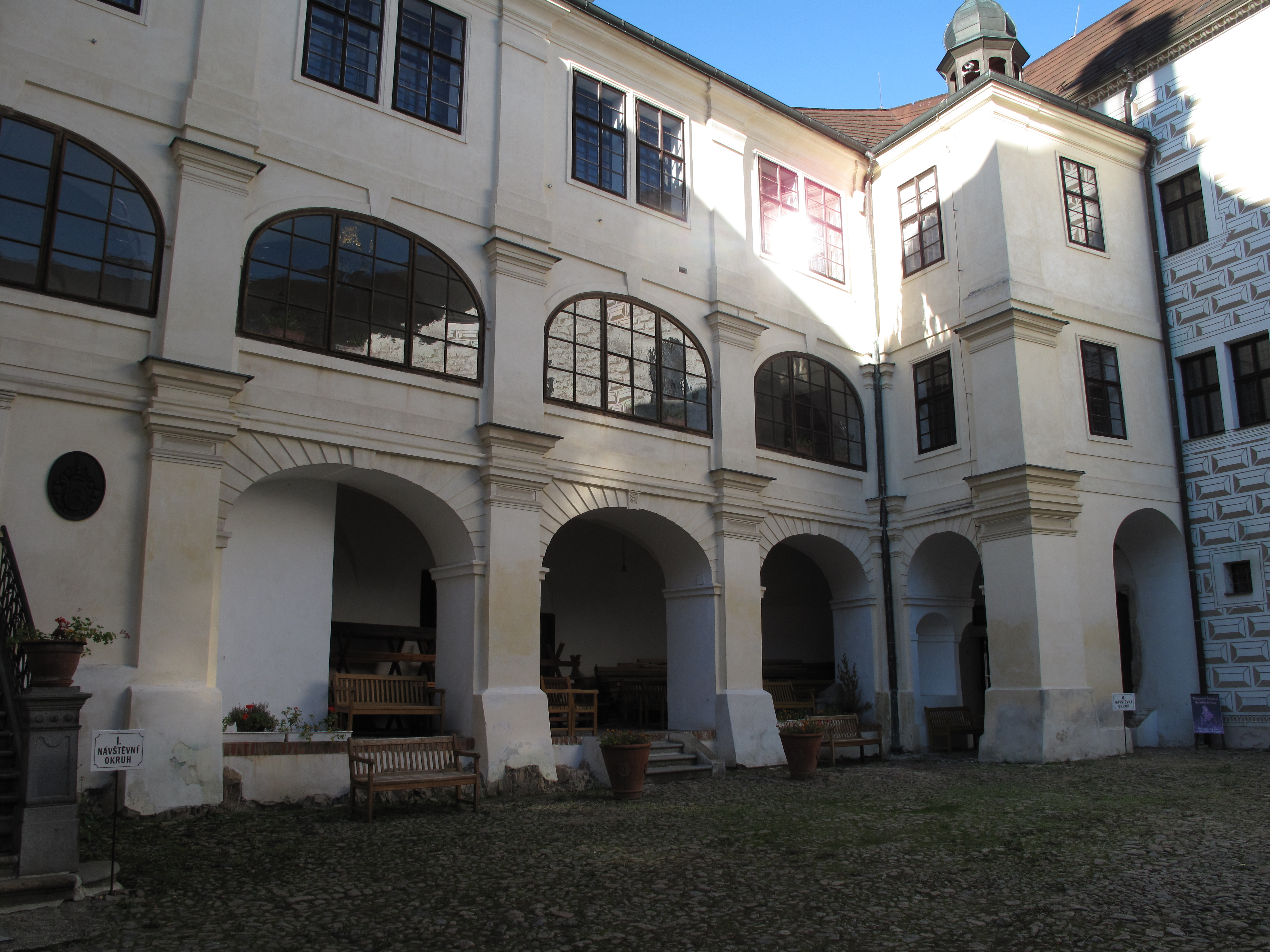
Innenhof

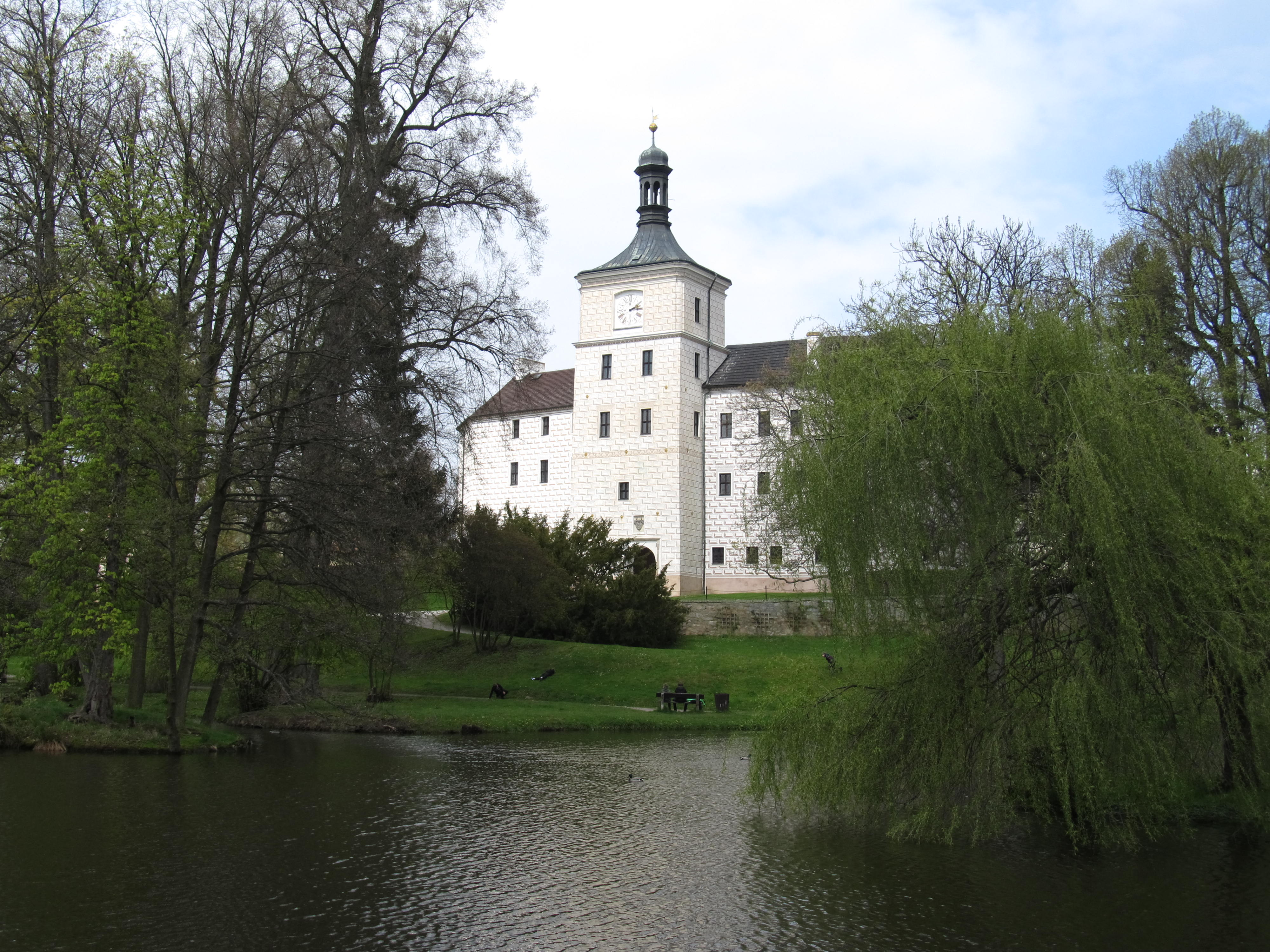
Park

Eine Burg errichteten die Herren von Buzic, die sich später von Bresnitz nannten, im frühen 13. Jahrhundert, bestehend aus einem Bergfried (dem heutigen Torturm) und einer ovalen Ringmauer mit kleineren Innengebäuden. Über die Familie Puta von Skala und Huler von Worlik gelangte der Besitz 1415 durch Kauf in die Hände von Peter Zmrzlík von Schweißing. Er war böhmischer Münzmeister und Sympathisant des Johannes Hus. 1422 wurde das Schloss deshalb von katholischen Truppen erstürmt und niedergebrannt. 1506 erwarb es Zdenek Malowetz von Kinau, der es mit äußerem Bering und Wassergraben versah. Sein Sohn Peter nahm 1547 an einem Adelsaufstand gegen König Ferdinand I. teil, woraufhin die Herrschaft konfisziert und in der Folge 1548 an Jiří z Lokšan (Georg von Lokschan) verkauft wurde.
Lokšan war Sekretär in Hofdiensten, böhmischer Vizekanzler, Hofrat und Reichshauptmann. Inspiriert von seinen Italienreisen rief er Mailänder Bauleute, um Stadt und Schloss im Renaissance-Stil zu verschönern. Noch heute heißt eines der alten Stadtviertel von Březnice im Volksmund Medulan, in Verballhornung des lateinischen Mediolanum (für Mailand). Zwischen 1548 und 1600 wurde das Schloss durch neue Bauteile erweitert und im neuen Stil dekoriert. Auch die Witwe, die Söhne und Enkel Lokšans wirkten an der repräsentativen Ausgestaltung weiter. So wurde der Ringbau mit Innenhof geschaffen und der malerische Sgraffitoputz angebracht. 1557 ermöglichte Katharina von Lokšan hier die heimliche Hochzeit ihrer Nichte Philippine Welser mit dem böhmischen Statthalter Erzherzog Ferdinand, dem späteren Landesfürsten von Tirol. Philippine nahm hier ihren ersten Wohnsitz und ihre Kinder wurden als angebliche Findelkinder vor dem Schlossportal abgelegt.
Die Lokšan wurden später protestantisch und nahmen am Ständeaufstand in Böhmen (1618) teil, nach der Schlacht am Weißen Berg floh Adam von Lokšan mit dem Winterkönig außer Landes, Wenzel Freiherr von Lokšan wurde enteignet, das Schloss Březnice durch bairische Truppen verwüstet. Die Böhmische Kammer verkaufte die Herrschaft 1623 an Přibík Jeníšek von Újezd, der das Schloss restaurierte, die Schanzen schleifte, 1625–32 die katholische Schlosskapelle anbaute und in der Stadt ein Jesuitenkollegium errichtete. Er nahm als Prokurator an den Prozessen gegen die Aufständischen teil, in deren Folge am 21. Juni 1621 27 von ihnen vor dem Altstädter Rathaus zu Prag exekutiert wurden. Jeníšek ließ das Ereignis in einem Bild festhalten, das im Schloss noch erhalten ist.

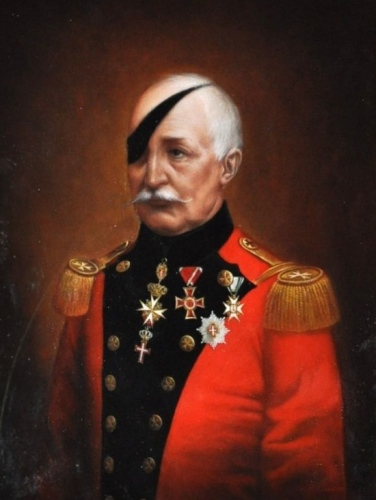
Jan Nepomuk (Hanusch) Kolowrat

1728 fiel das Schloss nach dem Erlöschen der Freiherren Jeníšek von Újezd an die Grafen Kolowrat-Krakowsky. Graf Jan Nepomuk Karel von Kolowrat-Krakovský (genannt Hanusch Kolowrat) förderte die nationaltschechische Bewegung und spendete in großem Umfang für die Errichtung des Nationalmuseums und des Nationaltheaters in Prag. In Březnice war er 1848 Hauptmann einer Nationalgarde, wovon im Schloss noch eine Fahne zeugt. Sein Neffe Graf Eduard Pálffy von Erdöd erbte 1872 den Besitz, der bis zur Enteignung des Grafen Johann Pálffy durch die Beneš-Dekrete 1945 im Besitz der Familie blieb. Durch Abriss einiger Gebäude, den Anbau der Wand mit der Bastion und einem erneuerten Sgraffitoputz prägten sie die heutige Gestalt des Bauwerks.
1966 veranlasste das Denkmalamt eine umfassende Sanierung des Schlosses und eröffnete es in der Folge als Museum. Heute ist das Schloss Eigentum des Nationalen Denkmalamtes. Am äußeren Erscheinungsbild hat sich seit der ersten Hälfte des 17. Jahrhunderts nichts Wesentliches geändert und dank des Umstandes, dass keine Plünderungen stattfanden, ist das Interieur weitgehend unversehrt erhalten.

## Innenräume
Besonderheit am Schloss ist die Lokšan-Bibliothek (tschechisch: Lokšanská knihovna) mit einer bemalten Balkendecke. Sie ist die älteste Schlossbibliothek Böhmens, die im Zustand von 1558 erhalten blieb. Beachtenswert ist auch die Kapelle der Jungfrau Maria im Stil des Frühbarock, mit Rokoko-Ausstattung und Kassettendecke, die von Carlo Lurago erbaut wurde. Gezeigt werden auch Bilder der Familiengalerie sowie eine kleine Waffensammlung. Weitere interessante Räumlichkeiten sind der afrikanische Salon, das Renaissance-Esszimmer und die Galerie des Ludvík Kuba. Zum Schloss gehört ein 20 Hektar großer englischer Park.